# Bogdana (Teleorman)
Bogdana è un comune della Romania di 2 692 abitanti, ubicato nel distretto di Teleorman, nella regione storica della Muntenia.
Il comune è formato dall'unione di 3 villaggi: Bogdana, Broșteanca, Ulmeni.
Nel corso del 2004 si è staccato da Bogdana il villaggio di Urluiu, andato a formare un comune autonomo.